# Capitulatio
La capitulatio (lett. "capitolazione") era, nel medioevo, un contratto scritto nel quale un candidato si impegnava a determinati atti di fronte al collegio che doveva eleggerlo.

## Sacro Romano Impero
Nel Sacro Romano Impero l'elezione del Re dei Romani spettava dal 1356 al collegio dei Principi elettori. A partire dall'elezione di Carlo V, avvenuta nel 1519, essi presentarono a chi doveva essere eletto una cosiddetta capitulatio caesarea.
In questo modo i poteri quasi illimitati dell'imperatore venivano limitati e precisati. L'ultima capitulatio, stipulata in occasione dell'elezione di Francesco II, è un documento di 314 pagine, e rappresenta una delle più importanti fonti di diritto costituzionale del suo impero.
La cosiddetta capitulatio perpetua del 1711 fu il tentativo di fissare le regole per i futuri re in una capitulatio stabilita in anticipo. Essa conteneva tra l'altro il divieto di trasformare l'impero in una monarchia ereditaria. In questo modo i Principi elettori tentavano di garantire la propria posizione politica. Essa non venne mai ratificata da un imperatore, e non entrò pertanto a far parte della costituzione dell'impero.
Lo stesso Francesco II motivò lo scioglimento dell'Impero con il fatto che gli eventi conseguenti alle guerre napoleoniche non gli consentivano più di adempiere ai doveri contenuti nella capitulatio della sua elezione.

## Chiesa cattolica

### Conclave
Nelle elezioni dei papi, per un lungo periodo (dal secolo XV al secolo XVII) fu uso comune che il collegio dei cardinali richiedesse una capitulatio. Già nel 1352, in occasione dell'elezione di papa Innocenzo VI, venne predisposta una capitulatio, che però il papa stesso, una volta eletto, dichiarò non valida. Il concilio di Costanza sostenne la tesi che ambedue i papi rivali, papa Gregorio XII e papa Benedetto XIII, fossero colpevoli di spergiuro per non aver adempiuto alla capitulatio.
Papa Eugenio IV, nel 1431, confermò in una bolla la propria capitulatio. Il cardinale Jacopo Piccolomini Ammannati riferisce che papa Paolo II subito dopo la propria elezione si impegnò al mantenimento degli impegni presi nella capitulatio, ma che poi costrinse i cardinali ad una radicale revisione della stessa. Questo genere di accordi, dopo essere stati stipulati l'ultima volta nella costituzione Universi Dominici Gregis, sono stati vietati nell'elezione dei papi.

### Elezioni dei vescovi
La capitulatio esisteva anche per altri principi che assumevano il loro titolo per elezione. Questo valeva soprattutto per i vescovi, il cui collegio elettivo era il capitolo della cattedrale. In questo caso la capitulatio stabiliva i diritti e i doveri del principi e del capitolo del duomo, e rappresentava, di fatto, la legge fondamentale del principato vescovile. La capitulatio ebbe un ruolo molto importante per tutte le diocesi del Sacro Romano Impero a partire dagli inizi del secolo XIII. Nel 1695 vennero vietate dal papa (e nel 1698 anche dall'imperatore), ad eccezione di quella relativa all'elezione dell'arcivescovo di Magonza.